# Grande procession météorique de 1913
La grande procession météorique de 1913 eut lieu le 9 février 1913,. Ce phénomène météorique unique fut observé depuis divers emplacements à travers le Canada, le nord-est des États-Unis, les Bermudes et depuis plusieurs navires, dont huit au large du Brésil, portant à plus de 11 000 kilomètres le total de traces au sol enregistrées,,. Les météores furent particulièrement inhabituels dans la mesure où il n’y eut pas de radiant apparent, c’est-à-dire de point dans le ciel duquel les météores auraient pu provenir. Les observations furent ensuite analysées de manière détaillée, au cours de la même année, par l’astronome Clarence Chant. Celui-ci conclut que la source était un petit satellite naturel éphémère de la Terre puisque tous les comptes-rendus furent placés le long d’un arc de grand cercle,.
John A. O'Keefe, qui mena de nombreuses études sur cet événement, proposa que l’on appelle les météores « cyrillides » en référence à la journée célébrant saint Cyrille d’Alexandrie (le 9 février dans le calendrier catholique romain de 1882 à 1969).

## Événements du 9 février
Le soir du 9 février fut nuageux à travers la majeure partie du Nord-Est densément peuplé des États-Unis. Ainsi, la plupart des quelque 30 millions d’observateurs potentiels ne furent pas au courant du phénomène. Néanmoins, plus de cent rapports individuels (provenant essentiellement des régions éloignées du Canada) furent ensuite recensés par Clarence Chant, et des informations supplémentaires furent ultérieurement mises à jour par d’autres chercheurs. À environ 21 h (heure de l'Est), des témoins furent surpris par une procession comprenant 40 à 60 boules de feu se déplaçant lentement d’un horizon à l’autre suivant une trajectoire pratiquement identique. Des boules de feu individuelles furent visibles pendant au moins 30 à 40 secondes, et la procession entière traversa le ciel pendant environ 5 minutes. Un observateur à Appin, dans la province de l'Ontario, décrivit son apparition dans l’une des parties les plus orientales de sa trajectoire à travers le Canada :
 Un énorme météore apparut, se déplaçant du nord-ouest vers le sud-est en passant par l’ouest. Alors qu’il approcha, on remarqua qu’il était divisé en deux et qu’il ressemblait à deux barres de matériau enflammé se suivant l’une à la suite de l’autre. Elles émirent un flux constant d’étincelles, et après leur passage, elles firent jaillir des boules de feu droit devant elles qui se déplaçaient plus rapidement que les corps principaux. Elles semblèrent survoler lentement le Canada et purent être observées pendant environ cinq minutes. Immédiatement après leur disparition dans le sud-est, une boule de feu claire, ressemblant à une étoile géante, traversa le ciel à leur suite. Cette boule, dépourvue de queue, ne produisit pas une seule étincelle. Au lieu d’être jaune comme les météores, elle était claire à l’instar d’une étoile.
Des observateurs ultérieurs remarquèrent aussi un corps large, blanc et dépourvu de queue fermant la marche, mais les divers corps composant la procession météorique continuèrent à se désintégrer et à traverser le ciel à des allures différentes au cours de leur trajectoire, d’une manière telle qu’au moment où les observations furent faites aux Bermudes, les corps dominants furent décrits comme « d’une apparence semblable à de larges lampes à arc, d’une couleur légèrement violette », suivies rapidement par des fragments jaunes et rouges.
Des recherches menées dans les années 1950 par Alexander D. Mebane mirent au jour une poignée de rapports provenant d’archives de journaux du nord-est des États-Unis. À Escanaba, dans l'État du Michigan, le journal Daily Press affirma que la « fin du monde fut appréhendée par beaucoup de monde » alors que de nombreux météores traversèrent l’horizon du nord-est Dans l'État de New-York, quelques observateurs virent les météores. De nombreuses personnes entendirent un bruit tonitruant à Batavia, tandis que d’autres observations furent rapportées à Nunda, à Dansville (où la encore, plusieurs résidents pensaient que la fin du monde était imminente) ainsi qu'à Osceola Township dans l'État de Pennsylvanie.

## Événements du 10 février
Un trait curieux de ces rapports, souligné par Mebane, fut que plusieurs semblèrent indiquer une seconde procession météorique sur la même trajectoire environ 5 heures plus tard, bien que la rotation de la Terre n’ait pu l’expliquer par un mécanisme évident. A. W. Brown, un observateur de Thamesville, dans la province canadienne de l'Ontario, rapporta avoir vu à la fois la première procession météorique et une deuxième sur la même trajectoire le matin suivant à 2 h 20. Le rapport original de Chant fit référence à des séries de trois groupes d’« objets sombres » qui passèrent, sur la même trajectoire que les météores précédents, de l’ouest vers l’est au-dessus de Toronto l’après-midi du 10 février, dont il suggéra qu’elles furent « quelque chose d’une nature météorique ».

## Sons associés
William Henry Pickering remarqua que des tremblements de maisons ou du sol se firent ressentir dans huit stations au Canada. Dans de nombreux autres lieux, des sons fracassants et tonitruants se firent entendre occasionnellement par des personnes n’ayant pas vu les météores eux-mêmes. Pickering utilisa les rapports d’acoustique pour effectuer un contrôle de l’altitude des météores, qu’il calcula à 56 kilomètres.

## Analyse
La première étude détaillée des rapports fut produite par l’astronome canadien Clarence Chant, qui écrivit à propos des météores dans le volume 7 du Journal de la Société royale d'astronomie du Canada. L’orbite fut ensuite l’objet de discussions entre Pickering et G. J. Burns, qui conclurent qu’elle fut essentiellement satellitaire. Bien que cette explication fût ensuite attaquée par l'astronome Charles Wylie, qui tenta de prouver que la pluie avait un radiant, de nouvelles études menées par Lincoln LaPaz (qui considérait les méthodes de Wylie comme « non-scientifiques ») et John O'Keefe montrèrent qu’il y a de fortes chances que les météores aient représenté un corps, ou un groupe de corps, ayant été temporairement capturé en orbite près de la Terre avant de se désintégrer.
O'Keefe suggéra ensuite que les météores auxquels il fit référence par le terme « cyrillides », auraient pu en fait représenter le dernier reste d’un anneau circumterrestre, formé de l’éjecta d’un hypothétique volcan lunaire. Cette théorie est un développement de l’hypothèse de O'Keefe sur l’origine des tectites.